# 하르피이아

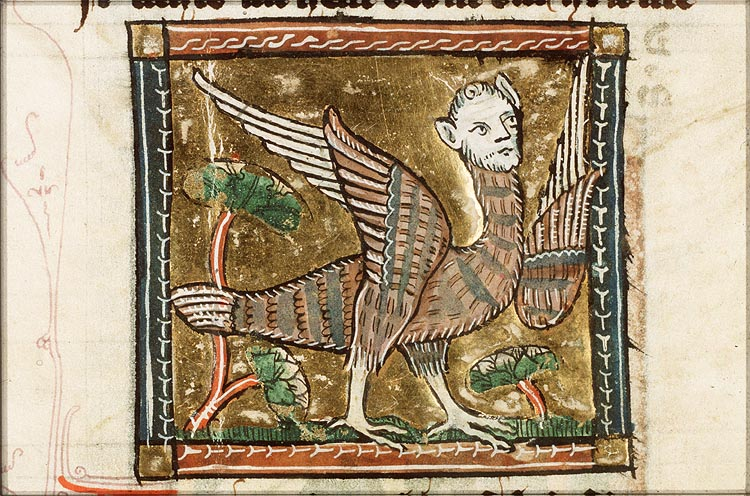
날개 달린 여자의 모습.

하르피이아(고대 그리스어: Άρπυια) 또는 하피(harpy)는 그리스 신화에 나오는 날개 달린 정령들로 여자의 머리와 날카로운 발톱을 달고 있는 새인 이들은 에게 해의 섬들에서 그 아이들과 인간의 영혼을 잡아먹고 산다. 그 여인들의 이름은 각기 아엘로(Aello), 오키페테(Ocypete), 켈라이노(Celaeno)의 3명에 더해 제피로스에게 겁탈을 당해 발리오스와 크산토스를 낳은 포다르게(Podarge)가 포함되기도 한다.
신들의 노여움을 산 트라키아의 왕 피네우스는 신들이 보낸 하피들에게 두 눈을 잃고 매 끼니 음식을 모두 빼앗겼다. 이 섬에 도착한 아르고나우타이는 보레아스의 아들들인 칼라이스와 제테스를 시켜 하피들을 멀리 쫓아냈다.
작품에 따라서는 인면조로 나오거나 반인반조의 비스트맨으로 나오기도 했다.

## 같이 보기
- 세이렌